# Kate Kirkpatrick
Kate Kirkpatrick (* 1984) ist eine britische Autorin, Hochschullehrerin, Philosophin und Theologin.

## Leben
Kirkpatrick studierte Philosophie und Theologie am Regent’s Park College in Oxford und promovierte anschließend am St. Cross College, einem College der University of Oxford. Bevor sie ihre Lehrtätigkeit am Regent’s Park College übernahm, hatte sie Lehrverpflichtungen am King’s College London, an der University of Hertfordshire sowie am St. Peter's College in Oxford.
Zu ihren Forschungsschwerpunkten zählt die französische Phänomenologie, der Existenzialismus des 20. Jahrhunderts und der Feminismus. Kirkpatricks Publikationen thematisieren primär die Post-Kantianische-Philosophie sowie Werke von Friedrich Nietzsche, Simone de Beauvoir und Jean-Paul Sartre.
Kirkpatricks 2020 erschienene Biographie Becoming Beauvoir wurde in elf Sprachen übersetzt.

## Veröffentlichungen (in Auswahl)
- Jean-Paul Sartre: Mystical Atheist or Mystical Antipathist? In: European Journal for Philosophy of Religion. Band 5, Nr. 2, 2013, S. 159–168.
- Past Her Prime? Simone de Beauvoir on Motherhood and Old Age. In: Sophia. Band 53, 2014, S. 275–287.
- Sartre on sin : between being and nothingness (= Oxford theology and religion monographs). Oxford University Press, Oxford 2019, ISBN 978-0-19-884886-8.
- Sartre and theology (= Philosophy and theology series). Bloomsbury Academic, London / Oxford / New York 2017, ISBN 978-0-567-66450-1.
- Becoming Beauvoir : a life. Bloomsbury Academic, London / Oxford / New York 2020, ISBN 978-1-350-16843-5.